# Кейдиз (Кентукки)
Ке́йдиз (англ. Cadiz, в городе распространены три произношения: /ˈkædɪs/, /ˈkeɪdɪz/ и /ˈkeɪtɪs/) — город на юго-западе штата Кентукки, США. Является административным центром округа Тригг. В городе децентрализованная форма правления мэра и горсовета. Кейдиз является частью региональной агломерации Кларксвилла.
Согласно переписи 2010 года, население города составляет 2558 человек.

## История
В 1820 году Роберт Бейкер юридически оформил 52 акра земли для создания административного центра округа Тригг. Город был назван Кейдиз (происхождение названия не установлено). Почтовое отделение было основано 5 января 1821 года. Статус города Кейдиз получил в 1822 году.

До Гражданской войны в США 1861—1865 годов Кентукки являлся одним из самых крупных центров рабовладения в США. Но с самого начала население штата разделилось, кто-то потдерживал армию Конфедерации, кто-то вступал в ряды армии Союза. Официально же Кентукки во время войны оставался «нейтральным» штатом. Кейдиз был под контролем армии Конфедерации до 1862 года, затем, вплоть до конца войны, город оставался под контролем армии Союза.

## Галерея

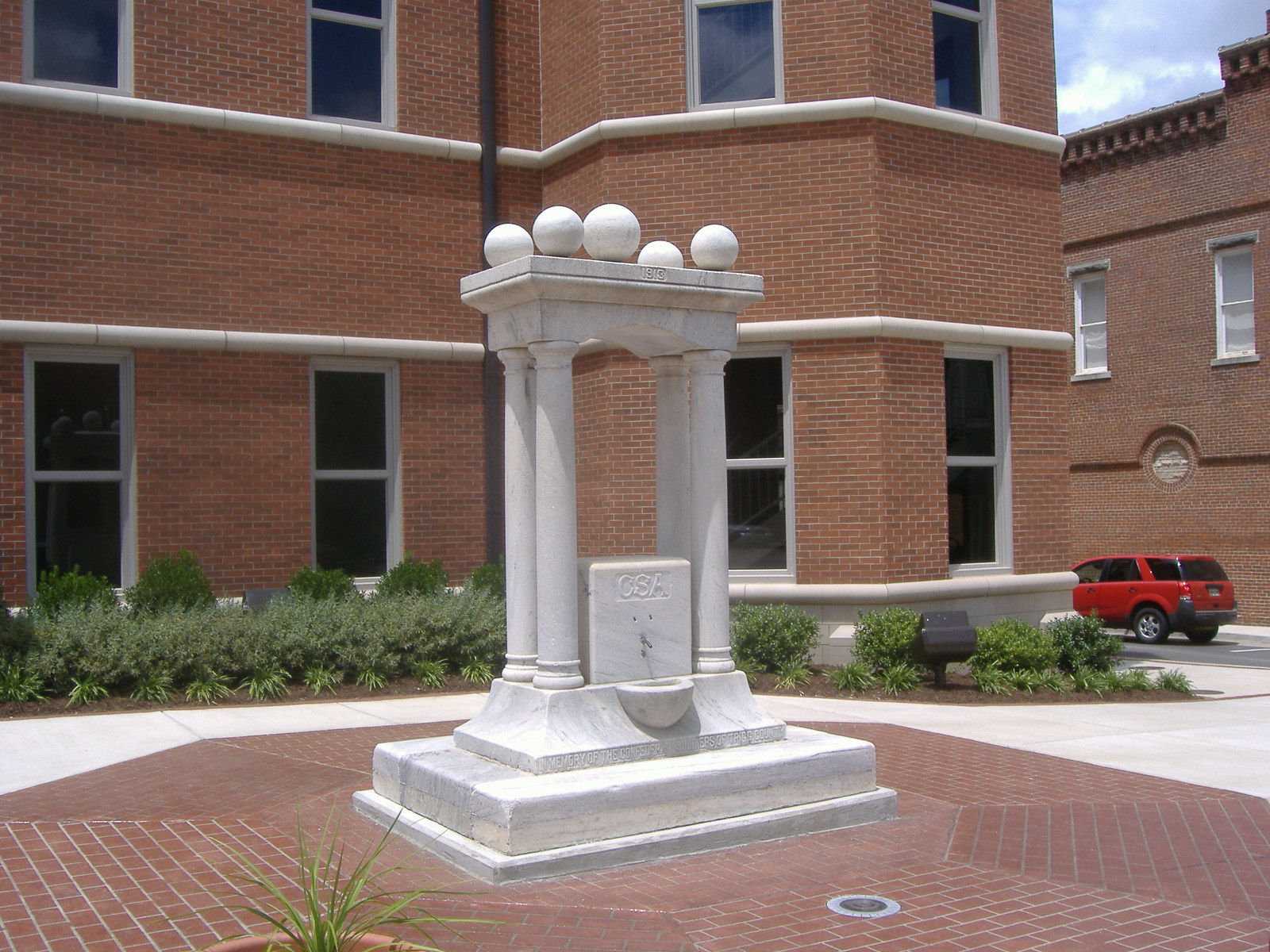
Памятник Конфедератам
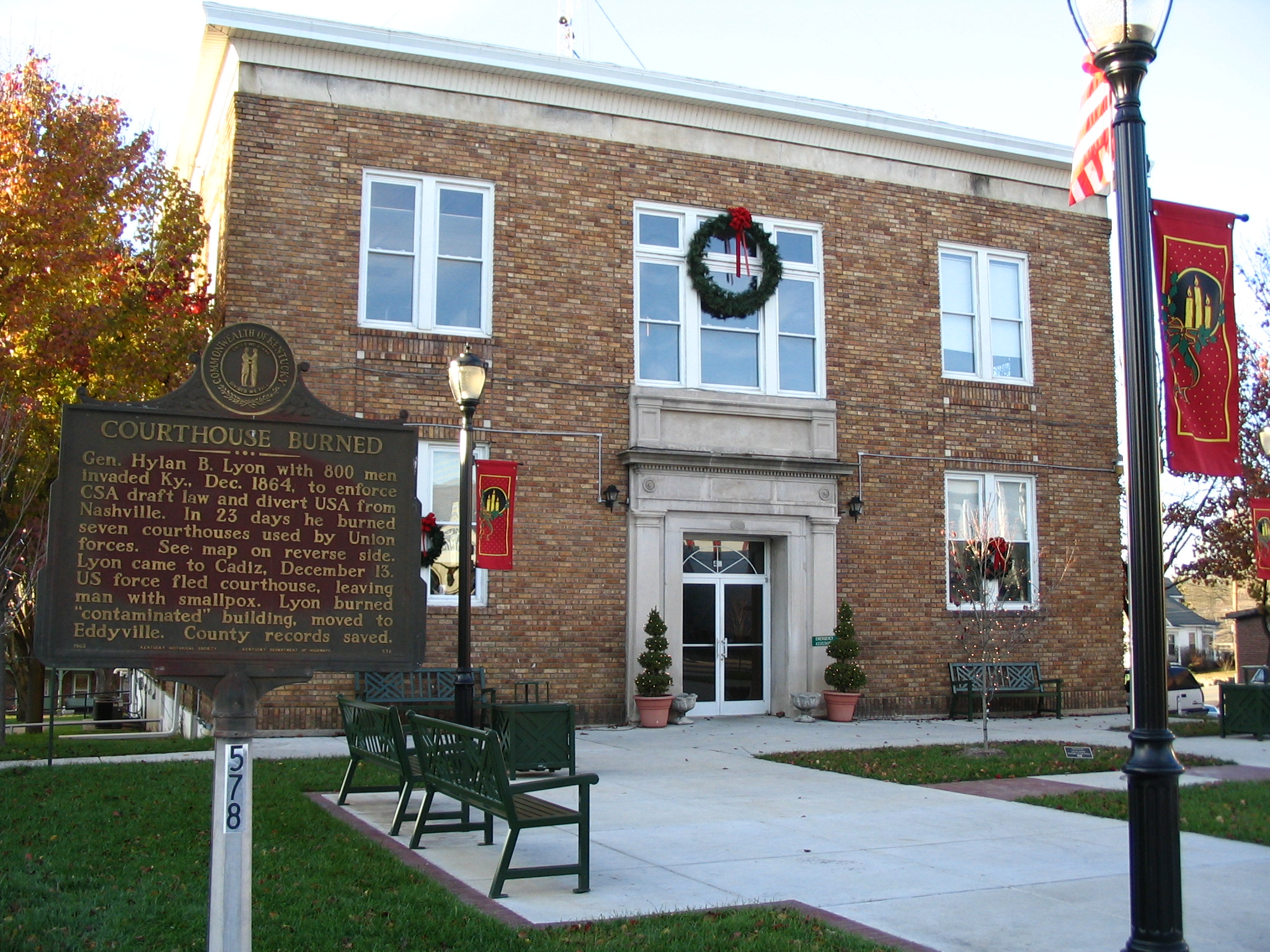
Старое здание суда

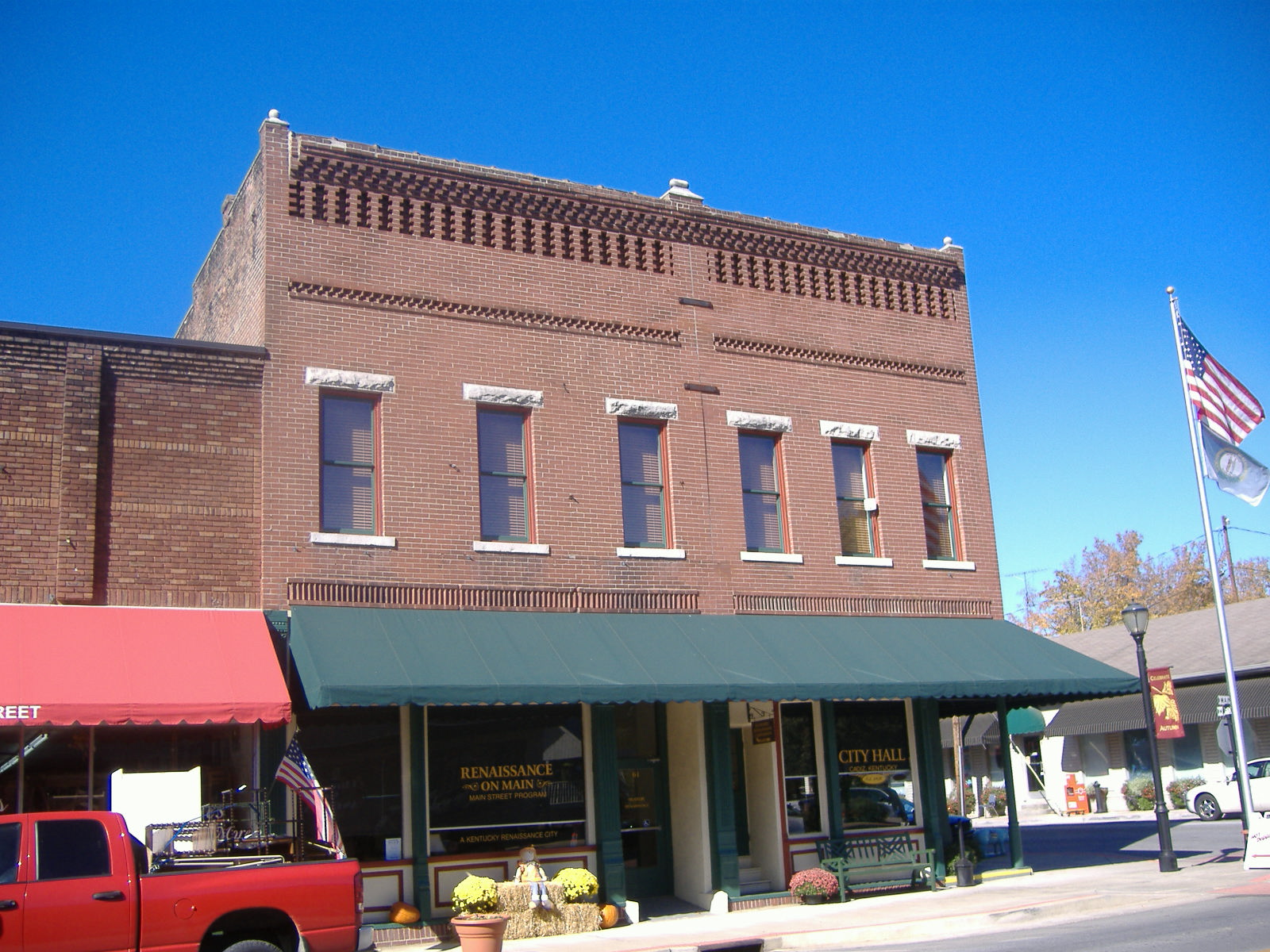
Горсовет
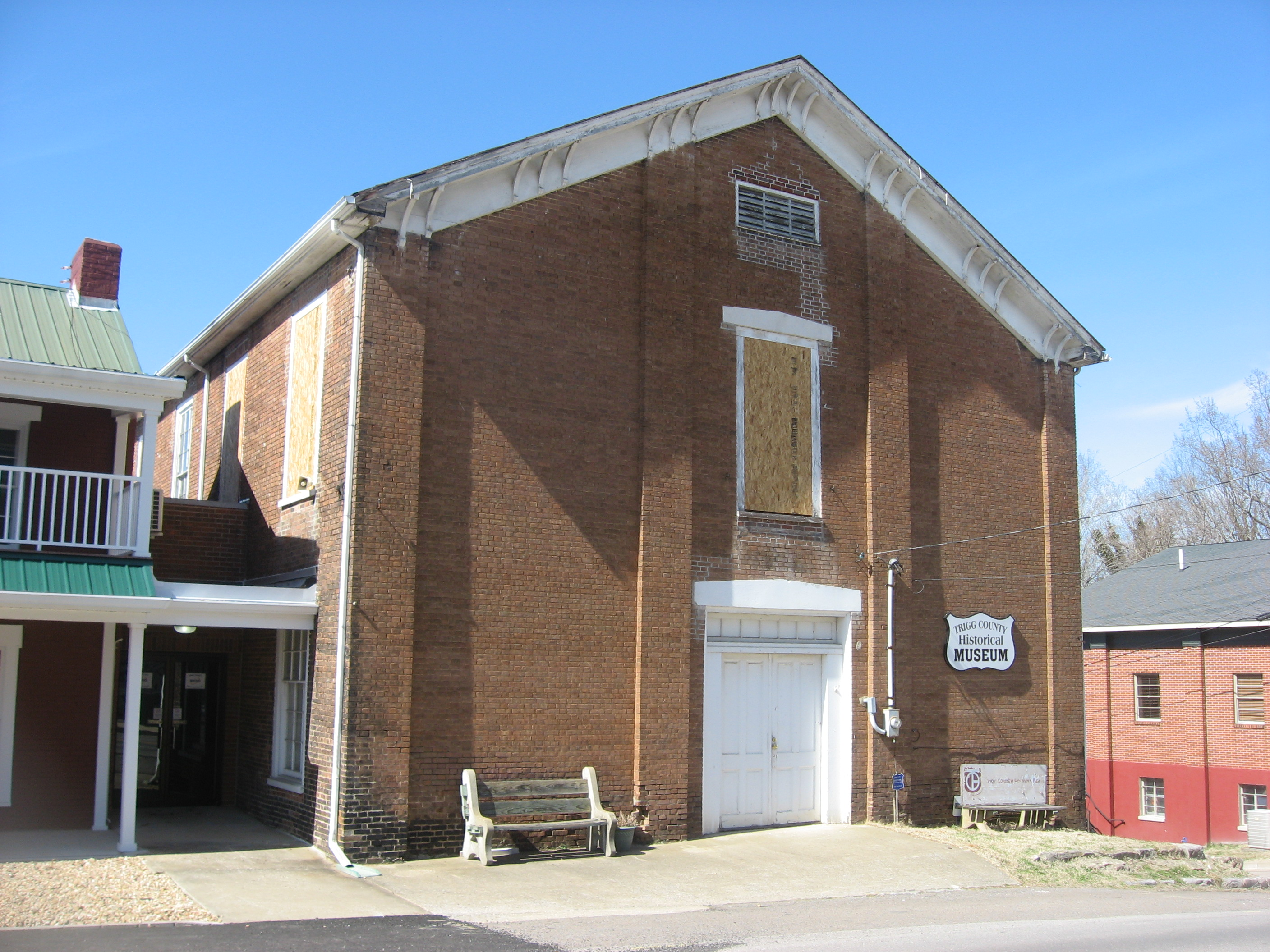
Масонская ложа